# Gare de Blanquefort
Gare de Blanquefort – stacja kolejowa w Blanquefort, w departamencie Żyronda, w regionie Nowa Akwitania, we Francji.
Jest stacją Société nationale des chemins de fer français (SNCF). Obsługiwana jest przez pociągi TER Aquitaine.

## Położenie
Znajduje się na 7,989 km linii Ravezies – Pointe-de-Grave.

## Linie kolejowe
- Ravezies – Pointe-de-Grave